# Raymond E. Feist
Raymond Elias Feist (n. 1945, Los Angeles, California) este un scriitor american, specializat mai ales în ficțiune fantasy.

## Biografie
Raymond E. Feist s-a născut în 1945 înLos Angeles, și a crescut în California de Sud. S-a născut cu numele de familie Gonzales, dar a fost adoptat apoi de Felix E. Feist.
A absolvit în 1977 Universitatea din California. Primul său roman a fost publicat în 1982 de Doubleday.
Feist locuiește azi în San Diego împreună cu copiii lui. Colecționează vin, DVD-uri, și cărți dintr-o varietate de subiecte care îl interesează: vin, biografii, istorie, și, în special, istoria fotbalului american.

### Midkemia și Kelewan
Multe dintre cărțile sale au legătură cu lumile interconectate Midkemia și Kelewan.
Midkemia a fost creată original ca o alternativă la jocul Dungeons and Dragons. Când Feist studia la Universitatea din California, el și prietenii săi au creat un joc bazat pe această lume, pe care îl jucau săptămânal.

#### Saga Riftwar
Prima trilogie scrisă de Raymond E. Feist. Acțiunea are loc în Midkemia și Kelewan.
- Magicianul (1982)

Publicată și sub titlul Pug și Tomas și publicată în două părți în 1992:
1. Magicianul: Ucenic
2. Magicianul: Maestrul

- Silverthorn (1985)
- Un întuneric la Sethanon (1986)

#### Trilogia Imperiului
Trilogia Imperiului (scrisă împreună cu Janny Wurts) este amplasată complet în Kelewan și are loc în același timp cu Saga Riftwar. Această serie se centrază mult mai puteric pe intrigă și politică decât Rfitwar. 
- Fiica Imperiului (20 august 1987)
- Slujitoarea Imperiului (1990)
- Stăpâna Imperiului (Mai 7, 1992)

#### Legendele din Riftwar
Cărțile au loc în timpul Riftwar.
- Onorabilul Dușman (6 august 2001 (UK), 27 iunie 2006 (US))

Co-autor: William R. Forstchen
- Crimă în LaMut (Iunie 5, 2002 (UK))

Co-autor: Joel Rosenberg
- Jimmy the Hand (8 august 2003 (UK))

Co-autoor: S. M. Stirling

#### Moștenirea Riftwar
Are loc la 10 ani după trilogia Riftwar și se axează pe jocurile de calculator Trădare în Krondor și Întoarcerea în Krondor.
- Krondor: Trădarea (Noiembrie 2, 1998)
- Krondor: Asasinii (Septembrie 6, 1999
- Krondor: Lacrimile Zeilor (Noiembrie 20, 2000)
- Krondor: Târâtoarea (TBA)
- Krondor: Magul Întunecat (TBA)

Din cauza unor dificultăți legate de copyright, ultimele două cărți nu au putut fi scoase pe piață. Raymond E. Feist a anunțat că este puțin probabil să mai fie lansate, sau dacă vor fi, vor fi un singur roman. 

#### Fiii Krondorului
Acțiunea are loc la 20-30 de ani după trilogia Riftwar. 
- Prințul Sângelui (Decembrie 1, 1989)
- Corsarul Regelui (Decembrie 7, 1992)

#### Saga Serpentwar
Acțiunea are loc la cinci decenii după trilogia Riftwar.
- Umbra unei Regine Întunecate (1994)
- Ridicarea unui Prinț Negustor (Octombrie 19, 1995)
- Furia unui Rege al Demonilor (11 august 1997 (UK), 1997 (US))
- Cioburi ale unei Coroane Sparte (Iunie 1, 1998)

#### Conclavul Umbrelor
Conclavul Umbrelor, deși are loc în Midkemia, este separat geografic de celelalte cărți. De asemenea, acțiunea se petrece la aproximativ 30-50 de ani după Serpentwar.
- Gheara Șoimului Argintiu (Septembrie 6, 2002 (UK), 2003 (US))
- Regele Vulpilor (Noiembrie 21, 2003 (UK), 2004 (US))
- Întoarcerea din Exil (30 august 2004 (UK), 2005 (US))

#### Darkwar Saga
Darkwar Saga va fi una dintre ultimele saga-uri despreMidkemia. 
- Zborul Șoimilor Nopții (Septembrie 5, 2005 (UK), Aprilie 1, 2006 (US))
- Într-un Tărâm întunecat (Septembrie 4, 2006 (UK), Martie 27, 2007 (US))
- Răzbunarea unui Zeu Înfuriat (Martie 3, 2008 (UK), Aprilie 1, 2008 (US))

### Alte cărți
- Faerie Tale (6 octombrie 1988)
- Băiatul Pădurilor (2005)
- Jigsaw Lady (TBA)